# Романово (Усть-Пристанский район)
Романово — село в Усть-Пристанском районе Алтайского края. Входит в состав Брусенцевского сельсовета.

## География
Располагается на реке Порозиха в 20 км западнее Усть-Чарышской Пристани.

## История

### Основание и дореволюционный период
Село Романово было основано в 1836 году при речке Порозихе. Первые упоминания о деревне Романовой (заводской) содержатся в «Списке населённых мест Российской империи» за 1859—1873 годы. На тот момент в поселении насчитывалось 15 дворов, проживало 58 мужчин и 60 женщин.
К 1911 году (по данным «Списка населённых мест Томской губернии») Романово стало селом в составе Барнаульской волости Барнаульского уезда. В нём было 249 дворов, а расстояние до уездного города Барнаула составляло 112 вёрст, до волостного правления — 35 вёрст.

### Советский период
По данным «Списка населённых мест Сибирского края» (1926 год), Романово являлось центром Романовского сельсовета Пристанского района Бийского округа. В селе насчитывалось 405 хозяйств, проживало 2420 человек (1155 мужчин, 1265 женщин). Преобладающее население — русские. В селе действовали школа, изба-читальня и лавка.

## Население
| 1926 | 1997 | 1998 | 1999 | 2000 | 2001 |
| ---- | ---- | ---- | ---- | ---- | ---- |
| 2420 | ↘296 | ↘286 | ↗295 | ↗317 | ↘288 |
| 2002 | 2003 | 2004 | 2005 | 2006 | 2007 |
| ↘269 | ↘267 | ↗271 | ↘259 | ↘239 | ↘218 |
| 2008 | 2009 | 2010 | 2011 | 2012 | 2013 |
| ↗226 | ↘203 | ↘175 | ↘172 | ↘168 | ↘155 |

Национальный состав
Согласно результатам переписи 2002 года, в национальной структуре населения русские составляли 94 %.

## Инфраструктура
Сообщение села с соседними населёнными пунктами осуществляется автомобилем УАЗ. Микроавтобусом производятся как пассажирские перевозки, так и выполняются функции скорой помощи.